# Crispino Bonagente
Crispino Bonagente (Viterbo, 19 marzo 1859 – Bologna, 1º dicembre 1934) è stato un militare italiano, membro del Regio Esercito e inventore del cingolo Bonagente.
Nacque a Viterbo, ma si stabilì fin da giovanissimo a Torino per seguire gli studi nell'Accademia Reale di Torino dove divenne tecnico di artiglieria e seguí gli studi di balistica grazie ai quali realizzò molti brevetti di balistica per l'Regio Esercito e proprio grazie a questo percorso realizzò il suo più grande brevetto, il cingolo Bonagente.
Nel 1879 divenne sottotenente di artiglieria per poi diventare tenente nel 1881 dopo gli studi alla scuola di applicazione della capitale piemontese, per poi prestare soccorso al terremoto di Casamicciola del 1883 ad Ischia nel luglio 1883, dove passò all'ispettorato generale. Nel 1904 mise a segno la sua più grande invenzione, il cingolo Bonagente, che venne usato dagli eserciti di tutto il mondo nella guerra russo-giapponese, nella prima guerra mondiale e nei carri armati delle guerre successive; in definitiva questo cingolo rivoluzionò le tecnologie militari.